# Walschleben
Walschleben ist eine Gemeinde im thüringischen Landkreis Sömmerda. Sie gehört zur Verwaltungsgemeinschaft Gera-Aue.

## Geografie
Walschleben liegt eingebettet zwischen der Gera und dem Walschberg etwa zehn Kilometer vom Stadtzentrum der Landeshauptstadt Erfurt entfernt.

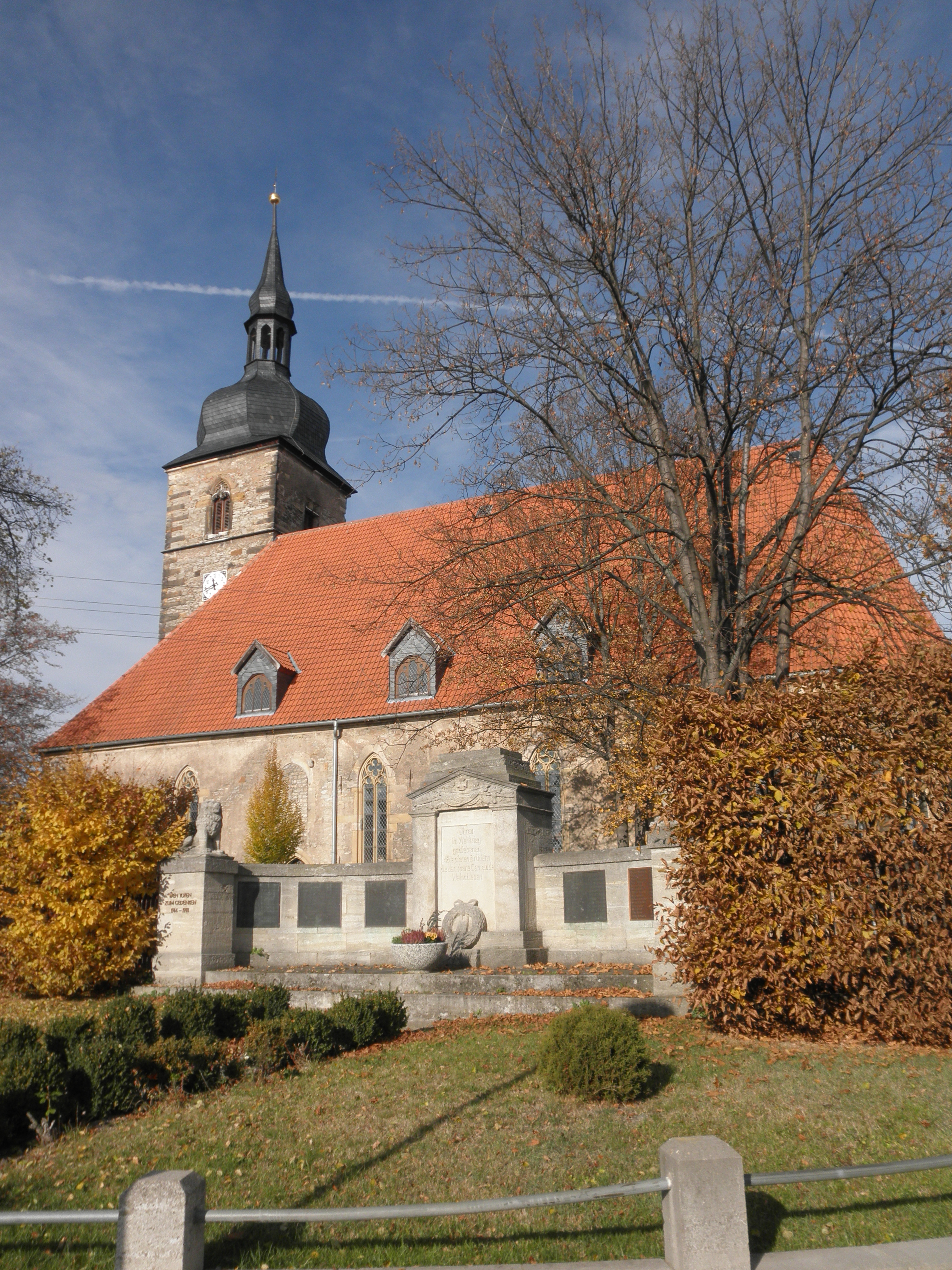
Kirche St. Crucis mit Kriegerdenkmal in Walschleben

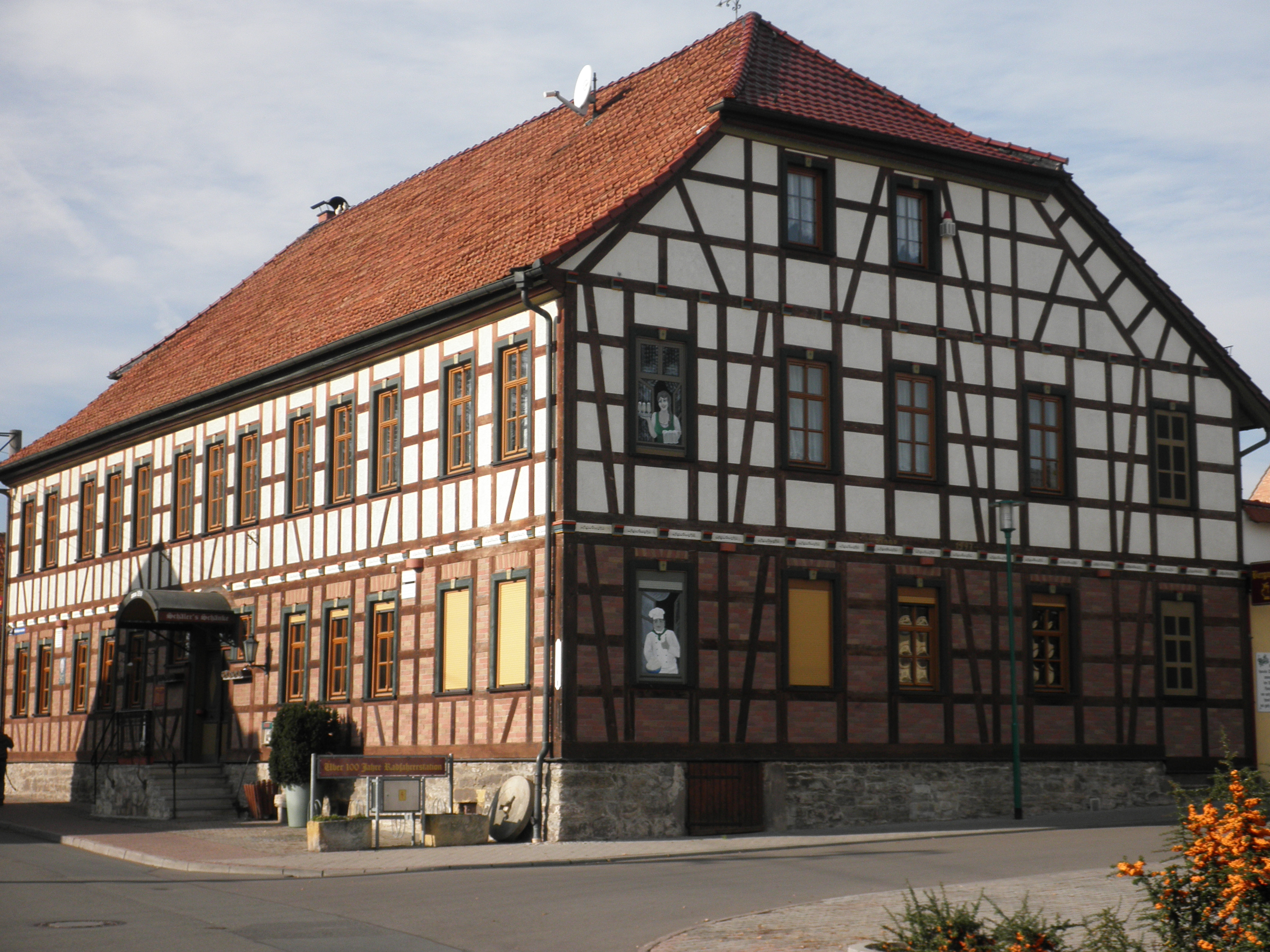
Gasthof in Walschleben

## Geschichte
Um 300 n. Chr. soll sich hier ein Mönch Walo angesiedelt haben. Urkundlich wurde Walschleben erstmals im Jahre 973 erwähnt. 1322 wurde der Ort von der Pest heimgesucht. 1370 verkaufte der Graf von Gleichen das Dorf an die Stadt Erfurt. Ende des 15. Jahrhunderts wird eine Vogtei Walschleben mit 16 Dörfern, darunter Elxleben, Andisleben und Dachwig erwähnt. Zur Zeit der Reformation wurde der Ort evangelisch. Nach dem Dreißigjährigen Krieg gab es noch 44 von 305 Häusern im Dorf. 1653 wurden 483 Weingärten gezählt, es wurde Hanf, Flachs, Anis und Waid angebaut. 1683 herrschte erneut eine „Große Pest“. Seit 1706 gehörte der Ort zum Erfurtischen Amt Gispersleben. 1790 hatte Walschleben 800 Einwohner.
1802/03 kam Walschleben mit dem Erfurter Gebiet zu Preußen und zwischen 1807 und 1813 zum französischen Fürstentum Erfurt. Mit dem Wiener Kongress kam der Ort wieder zu Preußen und wurde 1816 dem Landkreis Erfurt in der preußischen Provinz Sachsen angegliedert. 1869 begann der Bau der Eisenbahnlinie Erfurt-Nordhausen mit dem Bahnhof in Walschleben. Im April 1945 besetzten US-amerikanische Truppen den Ort, im Juli wurden sie von der Roten Armee abgelöst. Damit lag Walschleben in der sowjetischen Besatzungszone (SBZ), ab 1949 in der DDR.

## Einwohnerentwicklung
| - 1994: 2005 - 1995: 1982 - 1996: 1966 - 1997: 1957 - 1998: 1935 - 1999: 1930 | - 2000: 1925 - 2001: 1928 - 2002: 1889 - 2003: 1897 - 2004: 1877 - 2005: 1856 | - 2006: 1839 - 2007: 1814 - 2008: 1778 - 2009: 1773 - 2010: 1777 - 2011: 1781 | - 2012: 1772 - 2013: 1763 - 2014: 1790 - 2015: 1778 - 2016: 1780 - 2017: 1834 | - 2018: 1832 - 2019: 1825 - 2020: 1793 - 2021: 1786 - 2022: 1785 - 2023: 1795 |

Datenquelle: Thüringer Landesamt für Statistik

## Sehenswürdigkeiten
Die 1495 gebaute St. Crucis Kirche in Walschleben ist ein bedeutendes Baudenkmal. Es handelt sich um eine in Bruchstein errichtete einheitliche Saalkirche mit polygonal geschlossenem Chor und Westturm. Sie wurde 1701 erneuert. 1888 erfolgten eine Umgestaltung des Innenraums und der Bau des nördlichen Treppenturms.
Vor der Kirche steht ein Kriegerdenkmal für die Gefallenen beider Weltkriege.
Zahlreiche historische Hofstätten prägen das Ortsbild.

## Wirtschaft und Infrastruktur
In Walschleben war in der Zeit von 1873 bis in das Jahr 1990 eine Zuckerfabrik ansässig. Nach einer Havarie am Zuckerkocher (Verdampfungskristallisator) im November 1990 ist die Produktion des nach der Wende von der Südzucker AG übernommenen Werkes nicht wieder angefahren worden. In Folge der Havarie kam es zur Stilllegung der Produktionsanlage. Nach dem Totalabriss wurde das Gelände beräumt und lag großteils bis zum Jahr 2015 brach. Aktuell werden die Flächen für den Neubau der Ausfallstraße nach Riethnorthausen genutzt. Die alte Straße war sanierungsbedürftig und liegt zukünftig im Überschwemmungsgebiet der Gera. Diese Maßnahme ist Teil eines groß angelegten Hochwasserschutzkonzeptes, welches zahlreiche Gemeinden entlang der Gera betrifft.

### Bildung
Walschleben besitzt eine staatliche Grundschule und eine Bibliothek. In der DDR diente die Schule in Walschleben als Polytechnische Oberschule (POS) und trug den Namen „Hans Beimler“. Sie konnte als Grundschule erhalten werden und wurde in den Jahren 2004 und 2005 renoviert und erweitert sowie mit einer Sporthalle ausgestattet, um das Aufkommen der Schüler aus den umliegenden Gemeinden aufnehmen zu können. Die Grundschule trägt jetzt den Namen des dänischen Schriftstellers „Hans Christian Andersen“. Walschleben verfügt zudem über einen sehr großzügig angelegten Kindergarten.

### Verkehrsanbindung
Durch die frühere Zugehörigkeit zum Kreis Erfurt-Land und die Stadtnähe ist Walschleben verkehrsseitig gut angebunden und zu erreichen. Der Haltepunkt Walschleben liegt an der Bahnstrecke Wolkramshausen–Erfurt. Mit dem Regional-Express ist Erfurt in 17 Minuten zu erreichen. Zudem befindet sich der Ort unmittelbar an der Bundesstraße 4 und über die Bundesautobahn 71, deren nächste Anschlussstelle sich in circa sechs Kilometer Entfernung befindet, verfügt Walschleben über eine direkte Anbindung an den Fernverkehr. Außerdem gibt es einen festen Buslinienverkehr zwischen Erfurt und Walschleben sowie zwischen Walschleben und Sömmerda.
Im August 2013 wurde das sehr unansehnlich gewordene Bahnhofsgebäude im Auftrag vom Besitzer Deutsche Bahn abgerissen, für das kein Käufer gefunden werden konnte. Der Haltepunkt bleibt bestehen.
Östlich von Walschleben verläuft der Gera-Radweg.

## Kultur und Sehenswürdigkeiten
Der Fußballverein SV Empor Walschleben trägt seine Heimspiele in der Landesklasse auf dem ortseigenen Sportplatz aus.

## Persönlichkeiten
Söhne und Töchter der Gemeinde:
- Johannes Baron von Watteville (1718–1788), Herrnhuter Missionar
- Arthur Böttner (1887–1947), Internist
- Klaus Taubert (1940–2019), Journalist und Autor
- Daniel Bärwolf (* 1973), Fußballspieler und Trainer

## Sonstiges
Während des Zweiten Weltkrieges waren in Walschleben polnische Zwangsarbeiter eingesetzt. Die genaue Anzahl ist bisher unbekannt.